# Берг, Арвед Христофорович
Арвед Христофорович Берг (13 сентября 1875, Рига, Российская империя — 19 декабря 1941, Оренбург, СССР) — латвийский политический деятель, юрист, издатель, журналист, предприниматель первой независимой Латвии.

## Рождение, становление
Родился в семье видного общественного деятеля и предпринимателя Кристапа Берга. Поступил в Юрьевский университет на юридическое отделение, которое с успехом закончил в 1896 году. После этого поступил на службу в Санкт-Петербург по полученной специальности — сперва проработал в Петербуржском окружном суде, затем практиковался в судебной палате. С 12 января 1904 года Берг — присяжный поверенный в Риге, одновременно пошёл по тропе предпринимательства, чем заработал достаточно денег для того, чтобы стать владельцем ряда доходных домов в условиях строительного бума в Риге в начале двадцатого века. В то же время пустил деньги в кредитный бизнес, став директором нескольких кредитных учреждений.

## Начальные политические взгляды
Был членом Рижского латышского общества, в котором с 1880-х годов девятнадцатого века произошли определённые изменения в составе. Членство в обществе стало прерогативой исключительно зажиточных латышских слоёв столичного населения, которые пытались закрепить за собой основные сферы влияния в регионе. В частности, Берг прославился как выразитель праворадикальных идей «экстремистского» крыла общества, отстаивая интересы фабрикантов и домовладельцев в противовес устремлениям латышей из менее финансово обеспеченного слоя населения. Неоднократно отстаивал конформистские позиции в отношениях с остзейскими помещиками и царским режимом.

## Издательская деятельность
Берг являлся создателем и политическим руководителем таких органов печати, которые отражали социальную идеологию его крыла, как «Вестнесис» («Вестник»), «Балтияс вестнесис» («Балтийский вестник»), «Балсс» («Голос»). В то же время на страницах этих газет отстаивал необходимость реформирования аграрного строя, что свидетельствует о некоторой эволюции его политических взглядов, а также предлагал несколько проектов реформирования местного самоуправления по принципу большей демократизации в национальном плане.

## Активность в период Социал-демократической революции
С наступлением революции Арвед Берг окончательно посвятил себя политике, став во главе созданной им Латышской демократической партии. Эта инициатива не пришлась по душе центральному правительству, отличавшемуся реакционными настроениями, поэтому в конце 1907 года Берг был выслан из Латвии на время объявленного в регионе военного положения. После возвращения проявил себя сторонником либерально-демократических установок, в 1911 году инициировал создание Рижского либерального клуба.

## Первая мировая война
С наступлением Первой мировой войны направил все свои предпринимательские и юридические способности для облегчения участи соотечественников, пострадавших в ходе боевых действий. В Петрограде способствовал основанию Центрального комитета вспоможения латышским беженцам, одним из руководителей которого стал. Позже начал издавать новый печатный орган — газету «Балтия», которая выходила в 1916-17 годах.

## Изменение политического мировоззрения
В 1917 году заявил о своих устремлениях создать латышское национальное государство, в целях чего стал во главе Латышского временного национального совета. Являясь одним из лидеров этого не вполне самостоятельного объединения (часть страны контролировалась немецкими солдатами, большая часть населения симпатизировала большевикам), начал муссировать в печати идею возникновения полностью суверенного латышского государства. После осуществления мечты и провала намерений Бермонта-Авалова был избран на пост министра внутренних дел в 1919 году, каковым и оставался до 1921 года. По окончании пребывания в министерской должности Берг предпочёл заявить о новой политической силе и создал партию «Национальное объединение», которая до 1925 года носила название «Центр беспартийных националистов» и объединяла представителей политических сил, выражавших несогласие с избранной правительством линией. В основном в её состав вошли довольно зажиточные городские жители, которые пытались привлечь на свою сторону избирателей, недовольных курсом, которые избрали правящие партии. Однако эта партия, судя по всему, разочаровала своих избирателей, так как с новыми выборами она неизменно теряла представительство в сейме. В 1922 году от неё в сейм были избраны 4 депутата, в 1925 году — 3, а в 1928 в сейм попали только два народных представителя от этого объединения. При этой политической силе, которая позиционировала принципиальную оппозиционность в качестве своей идеологической изюминки, действовал орган печати — газета «Латвис». После 15 мая 1934 года эта партия, естественно, была упразднена и прекратила своё существование. Сам Берг ушёл с политической сцены и полностью погрузился в предпринимательство.

## Депортация
С восстановлением Советской власти в Латвии в 1940 году Арвед Берг был депортирован органами НКВД в Оренбург.

## Роль в истории Латвии
Будучи сперва сторонником консервативных способов ведения диалога с властями предержащими в Лифляндской и Курляндской губерниях, а также с прибалтийско-немецкой аристократической верхушкой края, Берг вскоре поменял своё мировоззрение и стал яростным и последовательным сторонником либерализации общества и правления, особенно в канун революции 1905—1907 годов. После революции, основав либеральный клуб, постепенно приблизился к тому, чтобы заявлять о необходимости предоставления латышам полной самостоятельности в государственном плане. Наравне с Микелисом Валтерсом и рядом других идеологов его можно отнести к проектировщикам суверенной Латвии. Другое дело, что некоторые непосредственно заинтересованные стороны заставили их относительно благородные идеи играть «на себя», и с их помощью поддерживать состояние политической нестабильности довольно длительный период в истории страны.